# Bagrus meridionalis
Kampango hay kampoyo (Danh pháp khoa học: Bagrus meridionalis) là một loài cá nheo lớn, ăn môi sống và có tính chiếm hữu lãnh thổ. Nó thuộc họ Bagrid và là loài bản địa của hồ Malawi. Chúng xuất hiện ở hạ lưu của những con sông tại những khu vực sâu nhất mà chúng có thể ở được.
Là loài ăn thịt sống về đêm, thức ăn của nó là những loài cá thuộc họ Cichlidae kiếm ăn ở đáy hồ Malawi.Những con non, chưa trưởng thành thì ăn trứng dinh dưỡng của con cái đẻ ra, khi lớn hơn một chút, con đực sẽ giúp chúng tìm và ăn những con côn trùng trong và quanh khu vực sinh sản. Cá bố và cá mẹ sẽ bảo vệ con non và khu vực ấy. Bên cạnh đó, một vài loài cá thuộc họ Cichlidae đẻ trứng trong phạm vi lãnh thổ của chúng cũng nhận được sự bảo vệ khỏi những loài cá săn mồi khác bởi sự có mặt của Kampango.
Kampango là loài cá có tính tò mò nên sẽ thường đến gần bất kì thứ gì đi và lãnh thổ của nó, đặc biệt là trong mùa sinh sản của chúng.
Loài cá này được đánh giá là một loại thực phẩm có giá trị cao. Chúng bị đánh bắt bằng cách giăng lưới hoặc là câu cá. Khu vực đánh bắt chủ yếu của chúng thường là những chỗ nước sâu quanh.
Nếu còn tươi, người ta sẽ róc xương và lạng thịt ra rồi chiên hoặc nướng. Hay là nấu với cà chua và hành để tạo thành một món ăn truyền thống của người Malawi, món này sẽ được phục vụ với Ugali. Chúng bị đe dọa do nạn đánh bắt cá quá mức.